# Dziennik z podróży do Rosji

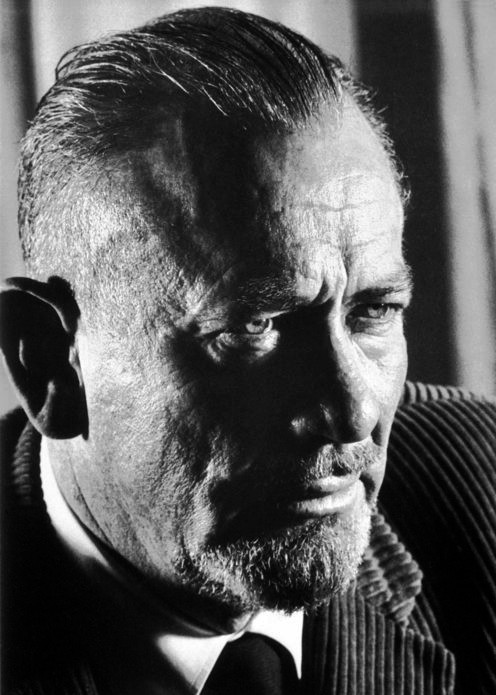
John Steinbeck w 1962 roku

Dziennik z podróży do Rosji (ang. A Russian Journal) – notatki z podróży spisane przez Johna Steinbecka podczas podróży do Związku Radzieckiego w 1947 roku. Pisarz, który wraz z fotografem Robertem Capą odwiedził Moskwę, Stalingrad, Gruzję i Ukrainę, odtworzył swoje wrażenia na kartach pamiętnika i opowiedział o swoich spotkaniach z obywatelami sowieckimi. W podróży Steinbeckowi i Capie towarzyszyli pracownicy Wszechzwiązkowego Towarzystwa Łączności Kulturalnej z Zagranicą (WOKS), którzy regularnie składali raporty o nastrojach i zachowaniu gości. Praca ta jest relacją z 34-dniowej podróży, od 31 lipca 1947 do września tego samego roku.
Szkice do pamiętnika były publikowane na łamach gazety „New York Herald Tribune”. Kompletna książka ze zdjęciami Capy została po raz pierwszy opublikowana w Stanach Zjednoczonych w 1948 roku.
Publikowanie notatek z podróży Steinbecka w ZSRR rozpoczęło się dopiero w latach pieriestrojki.

## Historia
Pomysł napisania notatek z podróży po Rosji powstał w roku 1947, kiedy Steinbeck w nowojorskim barze „Bedford” spotkał fotografa Roberta Capę. Według pisarza obaj byli tego dnia przygnębieni. Po otrzymaniu od barmana kieliszka absyntu Steinbeck i Capa zaczęli omawiać najnowsze doniesienia prasowe związane z Moskwą: „Co myśli Stalin, co planuje rosyjski Sztab Generalny, gdzie stacjonują wojska rosyjskie…” W pewnym momencie rozmówcy doszli do wniosku, że wielu międzynarodowych dziennikarzy nie ma pojęcia o prawdziwym życiu w ZSRR. Tymczasem istnieje szereg tematów, które są nie mniej interesujące dla czytelników niż sowieckie „eksperymenty z bombą atomową”: „Co tam noszą ludzie? Co mają na obiad? Czy mają imprezy?” W tym samym czasie postanowiono wyjechać razem do Związku Radzieckiego. Zakładano, że podróżnicy będą „trzymać się z dala od Kremla” – ważniejsze było dla nich „dotarcie do zwykłego narodu rosyjskiego”. Ze swoim pomysłem Steinbeck i Capa zwrócili się do dziennika „New York Herald Tribune” i pozyskali wsparcie redakcji. 
Steinbeckowi i Capie towarzyszyło kilka osób w podróży z Wszechzwiązkowego Towarzystwa Łączności Kulturalnej z Zagranicą, m.in. tłumaczka Swietłana Litwinowa, którą Steinbeck i Capa nazywali „Sweet Lana” (sweet z angielskiego oznacza „słodki”).